# Марцінкевич Каміла Віцентіївна
Каміла Віцентіївна Марцінкевич (біл. Камі́ла Вінцэ́нтаўна Марцінке́віч, в шлюбі Осипович; бл. 1837, Мінськ — після 1887, Вільнюс) — білоруська музикантка, композиторка, педагогиня, учасниця революційного руху в Білорусі у 1860-х роках.

## Життєпис
Народилася 4 грудня 1834 року в родині Вінцента Дуніна-Мартинкевича. 
Одна з учениць Домініка Стафановича. Виступала з восьмирічного віку з концертами у Мінську, Слуцьку, Києві, Варшаві. Поряд з творами Шопена і Ліста виконувала власні варіації на тему пісні О. Варламова «Червоний сарафан». Входила до театральної трупи батька; 1852 року брала участь у показі в Мінську першої білоруської опери «Селянка». Викладала музику у приватних пансіонах.
Важке матеріальне становище сім'ї не дозволило Камілі завершити консерваторію. Основним заняттям з середини 1850-х років стала музично-педагогічна і освітянська діяльність. На початку 1860-х років організувала у Мінську та містечку Городок школи для бідних дітей.
У 1861—1863 роках членкиня мінської організації керівного органу повстанців Литовського провінційного комітету. Брала участь у вуличних демонстраціях.

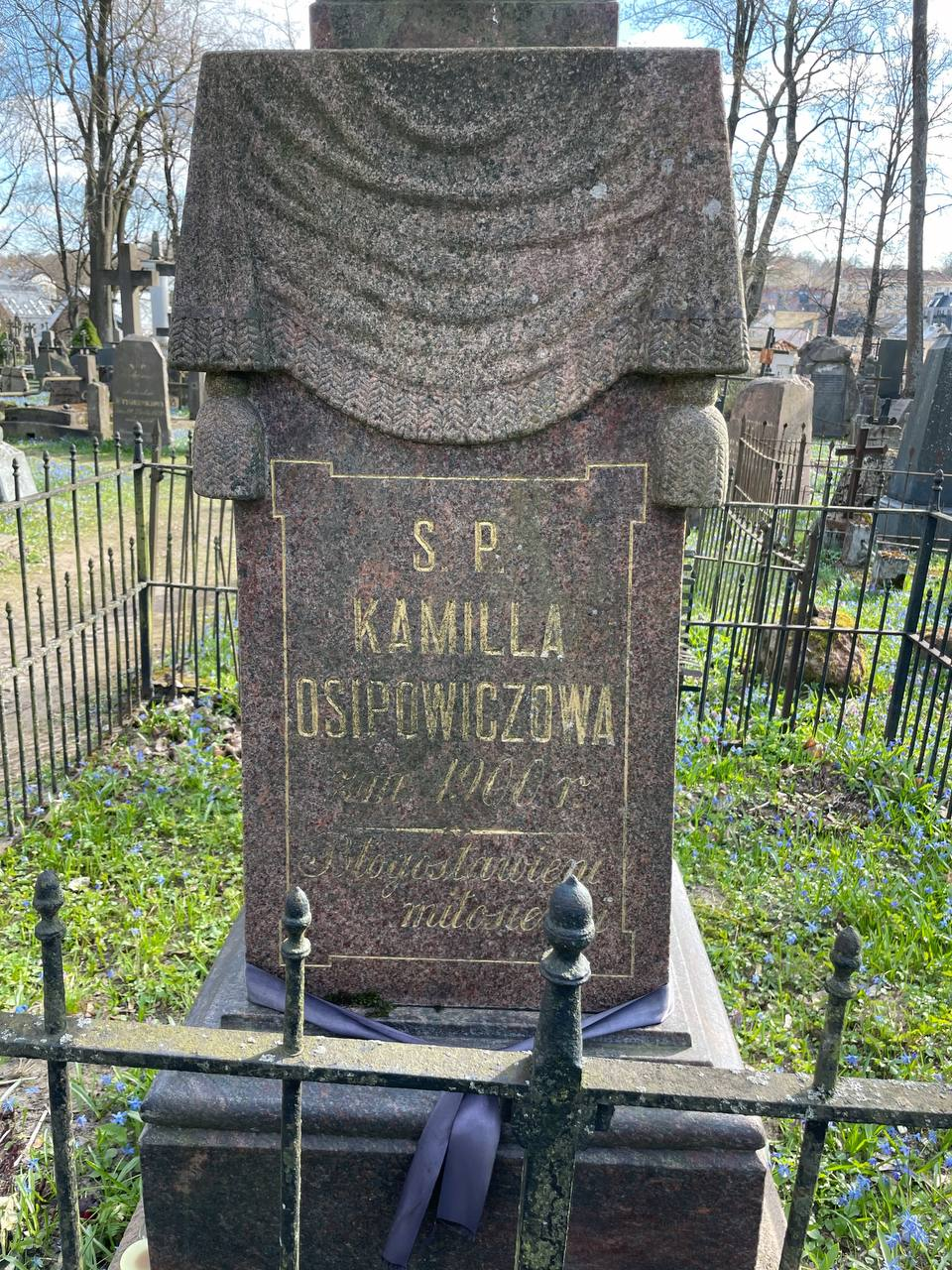
Могила Каміли Марцінкевич на Бернардинському кладовищі у Вільнюсі